# Amanda Kernell
Amanda Kernell, född 9 september 1986 i Umeå, är en svensk-sydsamisk regissör och manusförfattare. Hon är bland annat känd för filmen Sameblod, som vunnit flera priser.

## Biografi
Amanda Kernell är uppväxt i Umeå, där hon redan i yngre tonåren ägnade sig åt skådespeleri och regi inom det kommunala Teatermagasinet, och har genom sin far rötter i samisk kultur. Hon har bland annat arbetat som filmpedagog i Västerbottens län och skådespelat i filmen Maison (2007).
Åren 2009–2013 gick Kernell på regilinjen vid Den Danske Filmskole i Köpenhamn.
Kernell är idag bosatt i Köpenhamn, där hon förutom filmskapande också undervisar i filmregi.

## Priser och utmärkelser
För filmen Sameblod, som handlar om en ung flicka som går emot sitt samiska ursprung, fick Kernell pris som bästa unga regissör vid filmfestivalen i Venedig 2016, där hon också fick motta priset Europa Cinemas Label för bästa europeiska film. Samma år fick filmen även juryns specialpris vid Tokyo International Film Festival (Japan). 
Vid Göteborgs filmfestival 2017 fick Sameblod Nordiska filmpriset. Samma år prisades filmen även vid filmfestivaler i Irak, Italien, Norge, Polen och USA. 2017 mottog hon Kurt Linders stipendium av Svenska Filmakademin.
Vid Guldbaggegalan 2018 förärades Sameblod fyra guldbaggar; för bästa manuskript, bästa kvinnliga huvudroll (Lene Cecilia Sparrok), bästa klippning (Anders Skov) och publikens pris för bästa film. 
Kernell fick Dagens Nyheters kulturpris 2018. Samma år fick hon Svenska FN-förbundets pris för mänskliga rättigheter, även denna gång för sitt arbete med Sameblod.
År 2020 hade Kernells film Charter premiär på Göteborgs filmfestival, där filmen tävlade om en Dragon Award för Bästa nordiska film. Charter nominerades även till Nordiska rådets filmpris. Den svenska Oscarskommittén utsåg Charter till Sveriges bidrag till Oscar för Bästa internationella film inför Oscarsgalan 2021. I december 2020 nominerades Charter till Guldbaggegalan 2021 i hela sju kategorier: bästa film, bästa regi, bästa manus, bästa kvinnliga huvudroll (Ane Dahl Torp), bästa manliga biroll (Sverrir Gudnason), bästa foto och bästa scenografi (Sabine Hviid).

## Filmografi
- Våra Discon (2007)
- Spel (2008)
- Sommarsystern (2008)
- Att dela allt (2009)
- Det kommer aldrig att gå över (2011)
- Paradiset (2014)
- Stoerre Vaerie, även Norra Storfjället (2015) – pilot och kortfilm som ligger till grund för filmen Sameblod[2]
- I Will Always Love You Kingen (2016)
- Sameblod (2017)[2]
- Charter (2020)